# 脉萼蓝钟花
脉萼蓝钟花（学名：Cyananthus neurocalyx）为桔梗科蓝钟花属的植物，是中国的特有植物。分布于中国大陆的云南、四川等地，生长于海拔3,500米至3,700米的地区，多生长于山坡和草地上，目前尚未由人工引种栽培。